# Катерина Сакеларопулу
Катерина Сакеларопулу (грч. Κατερίνα Σακελλαροπούλου) била је председница Грчке од 2020. до 2025. године. Рођена је 30. маја 1956. године. Дана 22. јануара 2020. године изабрана је за председницу од стране Хеленског парламента. Пре ступања на председничку дужност, вршила је функцију председника Државног већа Грчке. Катерина Сакеларопулу је прва жена на функцији председника у Грчкој.

## Биографија
Катерина Сакеларопулу је рођена у Солуну. Њена породица потиче из Ставруполија. Студирала је право на Националном и Каподистријском универзитету у Атини и завршила постдипломске студије из јавног права на Универзитету Пантеон-Ассас у Паризу.
Средином осамдесетих примљена је у Државно веће Грчке. У октобру 2015. године је постављена за потпредседницу Државног савета, а у октобру 2018. године постала је прва жена председница суда, након једногласног гласања.
Члан је Асоцијације функционера правосуђа Државног већа.
Редовно објављује у академским часописима.

## Номинација и избор за председника
Сакеларопулу је за председника Хеленске републике номинована 15. јануара 2020. године од стране грчког премијера Киријакоса Мицотакиса, након чега је и изабрана за ту функцију 22. јануара 2020. године.

## Лични живот
Сакеларопулу живи са својим партнером Павлосом Коцонисом, адвокатом. Има једно дете из претходног брака.